# Pachydema mozabensis
Pachydema mozabensis är en skalbaggsart som beskrevs av Baraud 1979. Pachydema mozabensis ingår i släktet Pachydema och familjen Melolonthidae. Inga underarter finns listade i Catalogue of Life.